# Awake (드림 시어터의 음반)
《Awake》는 미국 프로그레시브 메탈밴드 드림 시어터의 세 번째 정규앨범으로 1994년 발매되었다. 케빈 무어와 함께 작업한 마지막 앨범이며, 1992년의 Images and Words에 이어 두 번째로 많이 팔린 앨범이기도 하다. 

## 역사
Images and Words앨범이 상업적으로 꽤 성공하게 되면서, 밴드는 상당한 부담감을 안고 1994년 녹음실로 들어갔다. 
앨범 믹싱 직전, 키보디스트 케빈 무어가 음악적 견해차이를 이유로 밴드 탈퇴를 선언했다. 팬들은 격노했고, 밴드도 충격에 휩싸였다. 당장 다음 투어를 진행하기 위해 무어의 대체자를 구해야 했다. 데렉 쉐레니언이 투어를 위한 키보디스트로 밴드에 합류했다.
불행히도, 투어 직전 또 다른 사건이 일어났다. 라브리에가 식중독에 걸려 구토를 하는 와중에 성대가 파열된 것이다. 의사는 몇 달간의 휴식을 권했으나 라브리에는 투어를 강행했다. 그의 보컬 톤과 음역대가 크게 바뀐것을 알아차린 팬과 평론가들은 그에게 많은 비판을 가했다. 라브리에는 다음 투어때까지도 목소리를 완벽하게 회복하지 못했다.

## 평가
Awake앨범은 팬과 평론가로부터 압도적 찬사를 받았다. 2008년 6월 2일, 헤비 메탈 DB 사이트인 메탈 아카이브는 16개의 팬 리뷰에 근거해 96%의 득표율로 Awake를 드림 시어터의 베스트 앨범에 선정했다. 유명한 프로그레시브 락//메탈 리뷰 사이트인 Sea Of Tranquility의 Murat Batmaz는 Awake를 '가장 놀랍고 심오하며 시대를 초월하는 마스터피스 앨범 중 하나'라고 평가했다.

## 앨범 구조
트랙 4-6은 A Mind Beside Itself 모음곡의 세 파트를 구성하는 곡이다. 이는 CD안에 들어있는 부클릿에는 표시되어 있지만 CD뒷면에는 개별곡으로 표시되어 있다. 또한 라이브 공연에서도 따로따로 연주하는 편이다. 그러나 밴드는 2004년 오사카공연까지 총 117번 이 세 곡을 모아서 연주했다. Live Scenes from New York에서도 이 세곡은 각각 A Mind Beside Itself Part I, II, III 로 표시되어있다. 
이와 비슷하게, 'The Mirror'와 'Lie'도 묶어서 하나의 파트로 볼 수 있다. 두 곡은 마치 한 곡처럼 이어져있고 솔로 섹션에서도 서로 비슷한 모습을 보인다. 가사는 각기 다른 멤버가 썼지만, 배신, 믿음, 의식불명 등의 소재를 공유하고 있다. 덧붙여서, 'Space-Dye Vest'의 피아노 멜로디는 'The Mirror'에서 가져온 것이다.
'6:00'의 일부분은 존 휴스턴의 영화 더 데드에서 가져왔다.
'Space-Dye Vest'의 일부분은 1986년 영화 전망 좋은 방과 Late Night with Conan O'Brien, 캐나다의 뉴스/다큐멘터리 프로그램인 The Fifth Estate에 나온 O. J. 심프슨의 고속도로 추격전 등에서 가져왔다.
'Scarred'는 카세트 앨범에는 들어가지 않았다.

## 곡 목록
전체 작곡: 드림 시어터.
| #             | 제목                                           | 작사                         | 작곡          | 재생 시간 |
| ------------- | ---------------------------------------------- | ---------------------------- | ------------- | --------- |
| 1.            | 〈6:00〉                                       | 케빈 무어                    | 드림 시어터   | 5:31      |
| 2.            | 〈Caught in a Web〉                            | 제임스 라브리에, 존 페트루치 | 드림 시어터   | 5:28      |
| 3.            | 〈Innocence Faded〉                            | 존 페트루치                  | 드림 시어터   | 5:43      |
| 4.            | 〈A Mind Beside Itself : I. Erotomania〉       |                              | 드림 시어터   | 6:45      |
| 5.            | 〈A Mind Beside Itself : II. Voices〉          | 존 페트루치                  | 드림 시어터   | 9:53      |
| 6.            | 〈A Mind Beside Itself : III. The Silent Man〉 | 존 페트루치                  | 존 페트루치   | 3:48      |
| 7.            | 〈The Mirror〉                                 | 마이크 포트노이              | 드림 시어터   | 6:45      |
| 8.            | 〈Lie〉                                        | 케빈 무어                    | 드림 시어터   | 6:34      |
| 9.            | 〈Lifting Shadows Off a Dream〉                | 존 명                        | 드림 시어터   | 6:05      |
| 10.           | 〈Scarred〉                                    | 존 페트루치                  | 드림 시어터   | 11:00     |
| 11.           | 〈Space-Dye Vest〉                             | 케빈 무어                    | 케빈 무어     | 7:29      |
| 총 재생 시간: | 총 재생 시간:                                  | 총 재생 시간:                | 총 재생 시간: | 75:00     |

## 차트 성적
앨범
| 연도 | 차트        | 순위 |
| ---- | ----------- | ---- |
| 1994 | 빌보드 200  | 32위 |
| 1994 | 영국 Top 75 | 65위 |
| 1994 | DAT20       | 15위 |

싱글
| 연도 | 싱글  | 차트                      | 순위 |
| ---- | ----- | ------------------------- | ---- |
| 1994 | 'Lie' | 빌보드 메인스트림 락 트랙 | 38위 |

## 구성원
- 제임스 라브리에 : 보컬
- 존 페트루치 : 기타
- 존 명 : 베이스 기타
- 마이크 포트노이 : 드럼 & 퍼커션
- 케빈 무어 : 키보드

## 커버 아트와 곡의 연관성
밴드가 의도적으로 설정한 것인지는 확인되지 않았지만, 커버 아트에는 몇몇 곡을 대표하는 요소들이 들어가 있다. 예를 들어:
- 시계가 그려진 달은 '6:00'을 상징한다.
- 거울 옆에 있는 거미줄은 'Caught in a Web'과 'Voices'를 상징한다.
- 땅에 서 있는 큰 거울은 'The Mirror'를 상징한다.
- 거울에 비친 '가짜 모습'은 'Lie'를 상징한다. (거울 속의 모습과 실제 남자의 모습이 다르다)
- 역시 실제와는 다르게 거울 속의 모습이 컬러로 비치는것은 'Lifting Shadows Off a Dream'과 'The Silent Man'의 뮤직비디오를 상징한다
- 행성과 어두운 밤 하늘은 'Space-Dye Vest'를 상징한다.

## 기타
- '6:00'의 가사 중 일부분 "Can't find the strength but he's got promises to keep, and wood to chop before he sleeps"는 로버트 프로스트의 시 Stopping by Woods on a Snowy Evening를 언급한 것이다.
- "honor of god"과 "6:00 on a Christmas Morning"은 제임스 조이스의 더 데드를 인용한 것이다.

## 데모 음반
잇시잼 레코드에서 발매된 Awake Demos 1994앨범의 부클릿에 따르면, 몇몇 곡들은 현재의 제목과 다른 워킹 타이틀(Working Title)을 가지고 있었다고 한다. 원래의 이름은 다음과 같다.
- '6:00' - 'Beachhouse Reality'
- 'Caught In A Web' - 'Squid'
- 'Innocence Faded' - 'Fresca'
- 'The Mirror' - 'Puppies On Acid' : 원곡의 초기 형태, Images and Words: Live in Tokyo와 Once In A LIVEtime앨범 등에는 'Take The Time'의 인트로 부분에 등장한다.
- 'Lie' - 'Kittens On Crack'
- 'Lifting Shadows Off A Dream' - 'Blowfish'
- 'Scarred' - 'The Keymaster'